# Waldemar Buchmiller
Waldemar Buchmiller (* 13. Juni 1980 in Duschanbe, Tadschikische SSR) ist ein ehemaliger deutscher Basketballspieler. Er bestritt 73 Spiele in der Basketball-Bundesliga.

## Werdegang
Der 1,93 Meter große Guard war deutscher Juniorennationalspieler. In der Saison 1999/2000 gab er beim SSV Ratiopharm Ulm seinen Einstand in der Basketball-Bundesliga und kam per Zweitspielrecht auch beim SV Oberelchingen in der 2. Basketball-Bundesliga zum Einsatz. Im Sonderheft der Fachzeitschrift Basketball zur Saison 2000/01 wurden seine Stärken mit „Schnelligkeit, Wendigkeit und gute Verteidigung“ angegeben. 2001 wechselte er innerhalb der Bundesliga von Ulm zu den Telekom Baskets Bonn, bei denen Buchmiller bis 2003 unter Vertrag stand. Er erhielt ein Zweitspielrecht für Einsätze bei der SG Sechtem. In der Saison 2002/03 sammelte er mit Bonn Erfahrung im europäischen Vereinswettbewerb Saporta-Cup.
Im Sommer 2003 wurde erst Buchmillers Wechsel zum Zweitligisten SV Tübingen vermeldet, er blieb letztlich aber in der Bundesliga, indem er Ende November 2003 bei den Gießen 46ers unterschrieb. 2004 schloss sich Buchmiller dem Zweitligisten SG Braunschweig an. Er spielte bis 2006 für die Niedersachsen. Ab 2006 war er in der 2. Bundesliga Süd Spieler des TSV Nördlingen, 2008 gewann Buchmiller mit der Mannschaft den Meistertitel in der 2. Bundesliga ProA, ging aber nicht mit in die Bundesliga, sondern wechselte zur Saison 2008/09 zum BV Chemnitz und blieb damit in der 2. Bundesliga ProA. Im Spieljahr 2009/10 stand Buchmiller bei den BiG Oettinger Rockets unter Vertrag und erreichte mit der Mannschaft den dritten Tabellenrang in der 1. Regionalliga Südost.
Er ging 2010 nach Niedersachsen zurück, spielte in der Saison 2010/11 für den UBC Hannover in der 2. Bundesliga ProA, 2011/12 dann erneut für Braunschweig (2. Bundesliga ProB).